# Echo (Fernsehserie)
Echo ist eine US-amerikanische Fernsehserie um die gleichnamige Figur, erneut verkörpert von Alaqua Cox. Die Serie spielt im Marvel Cinematic Universe und stellt ein Spin-Off zur Serie Hawkeye (2021) dar. Die Veröffentlichung aller fünf Folgen erfolgte am 10. Januar 2024 auf den Streamingdiensten Disney+ und Hulu.

## Handlung
Die Serie setzt nach den Geschehnissen von Hawkeye (2021) ein und soll Echo bei ihrem weiteren Werdegang zeigen, wie sie sich mit ihrer Herkunft und neuen Herausforderungen auseinandersetzt.

## Besetzung und Synchronisation
Die deutschsprachige Synchronisation entstand bei Interopa Film in Berlin nach den Dialogbüchern von Katharina Trachte und unter der Dialogregie von Robin Kahnmeyer.
| Rollenname               | Schauspieler       | Hauptrolle (Episoden) | Nebenrolle (Episoden) | Synchronsprecher          |
| ------------------------ | ------------------ | --------------------- | --------------------- | ------------------------- |
| Maya Lopez / Echo        | Alaqua Cox         | 1.01–1.05             |                       | Runa Aléon 1              |
| Henry Lopez              | Chaske Spencer     | 1.01–1.05             |                       | Thomas Wenke              |
| Chula                    | Tantoo Cardinal    | 1.01–1.05             |                       | Denise Gorzelanny         |
| Bonnie                   | Devery Jacobs      | 1.01–1.05             |                       | Jennifer Weiß             |
| William Lopez            | Zahn McClarnon     | 1.01, 1.04–1.05       |                       | Jens-Uwe Bogadtke         |
| Biscuits                 | Cody Lightning     | 1.01–1.05             |                       | Tobias Nath               |
| Skully                   | Graham Greene      | 1.01–1.05             |                       | Ronald Nitschke           |
| Wilson Fisk / Kingpin    | Vincent D’Onofrio  | 1.01, 1.03–1.05       |                       | Christian Weygand         |
| Matt Murdock / Daredevil | Charlie Cox        | 1.01                  |                       | Tim Knauer                |
| Victor Tyson             | Thomas E. Sullivan |                       | 1.01–1.03             | Constantin von Jascheroff |
| Zane                     | Andrew Howard      |                       | 1.02–1.03, 1.05       | Johannes Berenz           |

## Episodenliste
| Nr. | Deutscher Titel | Originaltitel | Erstveröffentlichung USA | Deutschsprachige Erstveröffentlichung (D/A/CH) | Regie             | Drehbuch                                                                                               |
| --- | --------------- | ------------- | ------------------------ | ---------------------------------------------- | ----------------- | --- |
| 1 | Chafa           | Chafa         | 9. Jan. 2024             | 9. Jan. 2024                                   | Sydney Freeland   | Marion Dayre und Josh Feldman & Steven Paul Judd und Ken Kristensen                                    |
| Eine Rückblende enthüllt die Ursprünge der Choctaw, wobei Chafa als Mensch unter der Erde auftaucht. Im Jahr 2007 hatte Maya Lopez mit ihrer Mutter Taloa einen Autounfall, weil Kriminelle die Bremsen ihres Autos beschädigt hatten. Nachdem sie bei dem Unfall sowohl ihr Bein als auch ihre Mutter verloren hat, zieht sie mit ihrem Vater William, den Chula für den Tod ihrer Tochter verantwortlich macht, von Tamaha, Oklahoma, nach New York City. William wird Kommandeur der Trainingsanzug-Mafia, während sein Arbeitgeber Wilson Fisk Mayas Adoptivonkel wird. Jahre später wird Maya Zeuge, wie Clint Barton die Trainingsanzug-Mafia angreift und William tötet. Fisk sorgt dafür, dass Maya unter ihm arbeitet, und verspricht, Williams Mörder zu finden. Während einer Mission für Fisk wird Maya von Daredevil angegriffen. Im Dezember 2024 trifft Maya auf Barton und nachdem sie erfahren hat, dass Fisk Williams Tod durch einen Hinweis auf Barton arrangiert hat, rächt sie ihren Vater, indem sie Fisk ins Auge schießt. Fünf Monate später kehrt Maya nach Tamaha zurück und trifft sich mit ihrem Cousin Biscuits und ihrem Onkel Henry. Sie überzeugt sie, niemandem von ihrer Anwesenheit zu erzählen. Maya bittet Henry, ihr bei der Sabotage von Fisks Betrieben zu helfen, damit sie sein Imperium übernehmen kann, doch Henry weigert sich, da er seine Familie nicht gefährden will. An anderer Stelle erholt sich Fisk, der überlebt hatte, in einem Krankenhaus von seiner Verletzung. |                 |               |                          |                                                |                   | |
| 2 | Lowak           | Lowak         | 9. Jan. 2024             | 9. Jan. 2024                                   | Sydney Freeland   | Marion Dayre & Ken Kristensen und Josh Feldman & Steven Paul Judd und Rebecca Roanhorse & Bobby Wilson |
| In einer Rückblende nach Alabama im Jahr 1200 n. Chr. nimmt Lowak an einer Partie „Choctaw Stickball“ gegen einen anderen Stamm teil. Als Lowaks Team kurz vor dem Sieg steht, schickt die gegnerische Seite einen beeindruckenden Krieger, der zum Ausgleich beiträgt. Lowak möchte unbedingt verhindern, dass ihr Team ins Exil geschickt wird, falls es verlieren sollte, und erhält während eines intensiven Nahkampfs eine Vision. Mit leuchtenden Händen bricht Lowak mit dem Ball aus dem Nahkampf aus und sichert ihrem Stamm den Sieg. In der Gegenwart bittet Maya Biscuits um Hilfe bei der Entführung eines von Fisks Männern bewachten Güterzuges. Sie findet einen Munitionscontainer und platziert eine selbstgemachte Bombe in einer der Kisten. Als sie versucht auszusteigen, bleibt ihre Beinprothese in einer Kupplung stecken. Maya erhält eine Vision ihrer Vorfahren und schafft es dann, die Kupplung abzustoßen, um ihr Bein zu befreien, nachdem ihre Hände zu leuchten beginnen. Die Lieferung kommt in einer von Fisks Waffenkammern in New York an. Zane, der Anführer des Black-Knife-Kartells, schickt Männer, um die Kiste auszuladen, wodurch Mayas Bombe ausgelöst wird, die die Anlage zerstört. Maya bekommt später eine neue Beinprothese von Skully, der verrät, dass eine der Frauen in Mayas Vision Chafa war, die erste Choctaw. Henry erfährt von der Munitionsexplosion und konfrontiert Maya später mit der Warnung, diese Angriffe zu stoppen, bevor sie Menschen in ihrer Nähe verletzt, aber sie weist dies zurück. Unterdessen erhält Chula die Nachricht, dass Maya in der Stadt ist, und Bonnie erfährt von Biscuits von Mayas Rückkehr in Tamaha. Maya weigert sich, mit einem von ihnen zu interagieren.                                                                          |                 |               |                          |                                                |                   | |
| 3 | Tuklo           | Tuklo         | 9. Jan. 2024             | 9. Jan. 2024                                   | Catriona McKenzie | Ken Kristensen und Jason Gavin und Shoshannah Stern                                                    |
| In einer Rückblende ins späte 19. Jahrhundert übt Tuklo das Schießen mit ihrem Vater, einem der Lighthorsemen. Obwohl sie Lighthorseman werden möchte, verbietet ihr Vater dies aufgrund ihres Geschlechts. Tuklos Vater reitet los, um einige örtliche Kriminelle zu konfrontieren, während Tuklo ihr wie eine Choctaw-Kriegerin die Haare flechtet. Sie erhält eine Vision von Chafa und Lowak und ihre Hände beginnen zu leuchten. Die Kriminellen überfallen Tuklos Vater, aber sie hört den Angriff und kommt rechtzeitig, um ihn und seine Gruppe zu retten. In der Gegenwart wird Skully von Chula besucht, die sie ermutigt, sich an Maya zu wenden. Maya erhält plötzlich eine Vision von Chafa, Lowak und Tuklo und wird von Henrys Mitarbeiterin Vickie gefangen genommen. Es stellt sich heraus, dass Vickie mit Fisk verbündet ist und die Organisation auf Mayas Aufenthaltsort aufmerksam gemacht hat. Er hält Maya und Henry in Henrys Bowlingbahn als Geiseln und nimmt Bonnie gefangen, nachdem sie Henry besucht hat. Zane kommt zu Maya, verrät und tötet Vickie. Nach einer Konfrontation mit Bonnie wegen ihrer Abwesenheit entkommt Maya und greift Zanes Vollstrecker an. Zane bedroht Bonnie und Henry und hält Maya mit vorgehaltener Waffe fest, während er sich darauf vorbereitet, sie und Henry zu erschießen. Nachdem Zane und seine Männer einen Anruf erhalten haben, gehen sie. Maya schickt Bonnie weg und verspricht, sich später mit ihr zu versöhnen. Maya erfährt von Henry, dass Fisk noch lebt und Henry verspricht, ihr zu helfen. Skully verleiht Maya einen neuen Look für ihre Prothese. Auf dem Weg aus der Stadt kehrt Maya nach Hause zurück und wird dort von Fisk konfrontiert. |                 |               |                          |                                                |                   | |
| 4 | Taloa           | Taloa         | 9. Jan. 2024             | 9. Jan. 2024                                   | Sydney Freeland   | Ken Kristensen und Josh Feldman & Chantelle M. Wells                                                   |
| Im Jahr 2008 wird eine junge Maya von einem Eisverkäufer beschimpft, der ihre Bitte um Eis nicht versteht. Ein wütender Fisk revanchiert sich, indem er den Verkäufer brutal angreift. Obwohl Maya dies beobachtet, zeigt sie gegenüber dem Verkäufer weder Angst noch Mitgefühl. Einige Jahre später ist Maya gerade dabei, für Fisk zu arbeiten, als er ihr eine letzte Lektion erteilt: Sie können nur einander vertrauen. Während sie ihr gemeinsames Abendessen beenden, wird Fisks ASL-Übersetzer entlassen und bald getötet. In der Gegenwart gibt Fisk Maya eine Augmented-Reality-Kontaktlinse, damit sie ohne ASL-Dolmetscher kommunizieren können. Fisk sagt ihr, dass er ihr sein kriminelles Imperium überlassen wird, wenn sie sich bereit erklärt, mit ihm nach New York zurückzukehren, und gibt ihr damit einen Tag Zeit, sich zu entscheiden. Maya teilt dies mit Henry, erhält aber plötzlich eine Vision ihrer Vorfahren; Auf dem Choctaw Powwow-Festivalgelände erhält Chula die gleiche Vision. Henry bringt Maya zu Chula, die ihr erzählt, dass ihre Vorfahren ihnen helfen, wenn sie es am meisten brauchen, und von einer Vision erzählt, die sie bei der Geburt von Mayas Mutter hatte. Maya geht wütend weg und fühlt sich als Kind von Chula im Stich gelassen. Chula beginnt später mit der Arbeit an einem besonderen Kleidungsstück. In dieser Nacht geht Maya zu Fisks Hotel mit der Absicht, ihn zu töten. Fisk enthüllt ihr, dass er seinen Vater getötet hat, nachdem er gesehen hatte, wie er seine Mutter geschlagen hat, und sagt ihr, sie solle ihre Drohung wahr machen, wenn sie das brauche, aber sie weist dies zurück. Er wiederholt seine Einladung, sich ihr in New York anzuschließen, ist jedoch wütend, als er am nächsten Morgen erfährt, dass Maya Tamaha ohne ihn verlassen hat. |                 |               |                          |                                                |                   | |
| 5 | Maya            | Maya          | 9. Jan. 2024             | 9. Jan. 2024                                   | Sydney Freeland   | Amy Rardin und Steven Paul Judd & Ellen Morton und Chantelle M. Wells                                  |
| In einer Rückblende in ihre Kindheit schießt Maya mit einer Steinschleuder auf einen Specht. Taloa tadelt Maya dafür, dass sie ein unschuldiges Leben verletzt hat, und heilt mit leuchtenden Händen den Specht. Später lassen die beiden es wieder in die Wildnis frei. In der Gegenwart teilt Biscuits Maya mit, dass Chula und Bonnie vermisst werden, und sie kehrt nach Tamaha zurück. Sie besucht Chulas Haus und wird von einer Vision ihrer Mutter Taloa empfangen. Taloa sagt ihr, dass sie die Verkörperung des Erbes ihres Volkes ist und dass dieses Erbe in ihren Handlungen widerhallen wird. Die Vision endet und enthüllt Chulas fertiges Kleidungsstück. Beim „Choctaw Powwow Festival“ macht Maya Fisk ausfindig, der Chula und Bonnie entführt hat, und droht, ihre gesamte Familie zu töten, weil sie ihn betrogen hat. Biscuits macht Fisks Männer mit einem Monstertruck kampfunfähig, während Henry Zane tötet. Maya teilt ihre Choctaw-Kräfte mit Chula und Bonnie, die Fisks Männer überwältigen. Mithilfe ihrer Kräfte erinnert sich Maya an Fisk, wie sein Vater seine Mutter geschlagen hat, um sein Trauma zu heilen und ihm zu helfen, seine Wut loszulassen. Zurück in der Realität verlangt der empörte Fisk zu erfahren, was sie ihm angetan hat, und verlässt das Festival, bevor die Polizei eintrifft. Am nächsten Tag verabschiedet sich Maya von ihrer Familie, bevor sie Tamaha verlässt. In einer Szene mitten im Abspann verfolgt Fisk mit Interesse eine Nachrichtenmeldung über den Mangel an Spitzenkandidaten bei den New Yorker Bürgermeisterwahlen. |                 |               |                          |                                                |                   | |

## Produktion

### Hintergrund und Stab
Die Besetzung von Alaqua Cox als Echo wurde bereits im Jahr 2020 für die Fernsehserie Hawkeye bestätigt. Im März 2021 wurden Etan Cohen und Emily Cohen mit der Entwicklung beauftragt, letztlich jedoch von Marion Dayre abgelöst.
Produziert wird die Serie erneut durch Kevin Feige, Victoria Alonso und Brad Winderbaum.

### Besetzung
Während der offiziellen Bestellung der Serie im November 2021 wurde die Rückkehr von Alaqua Cox bestätigt; ebenfalls soll Zahn McClarnon als William Lopez zurückkehren.
Im April 2022 wurde schließlich bekannt gegeben, dass sowohl Vincent D’Onofrio als auch Charlie Cox für die Serie erneut Wilson Fisk und Matt Murdock verkörpern sollen, welche sie bereits in Hawkeye und Spider-Man: No Way Home (beide 2021) spielten.
Einen Monat später wurden Chaske Spencer, Devery Jacobs, Graham Greene, Cody Lightning und Tantoo Cardinal als Teil des Casts in noch unbekannten Rollen bestätigt.

### Dreharbeiten und Veröffentlichung
Die Dreharbeiten begannen am 21. April 2022 in Atlanta sowie Umgebung unter den Arbeitstiteln Whole Branzino und Grasshopper und wurden im September 2022 beendet. Weitere Szenen wurden Mitte Mai 2022 in Grantville gedreht. Die Veröffentlichung soll am 9. Januar 2024 zeitgleich auf Disney+ und Hulu erfolgen, die deutschsprachige Veröffentlichung einen Tag später.